# Las Celadas

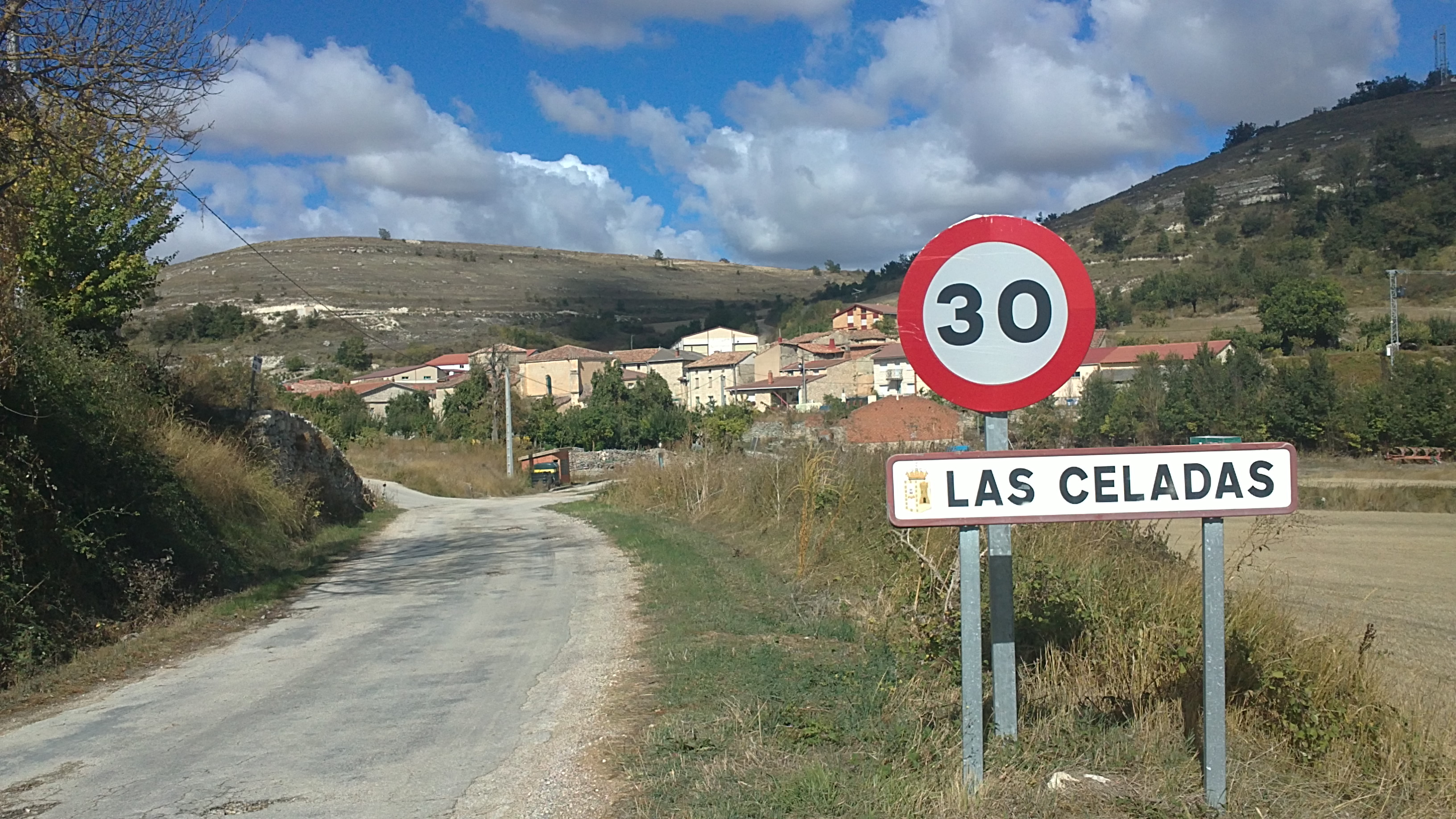
La primera vista de llegada al pueblo

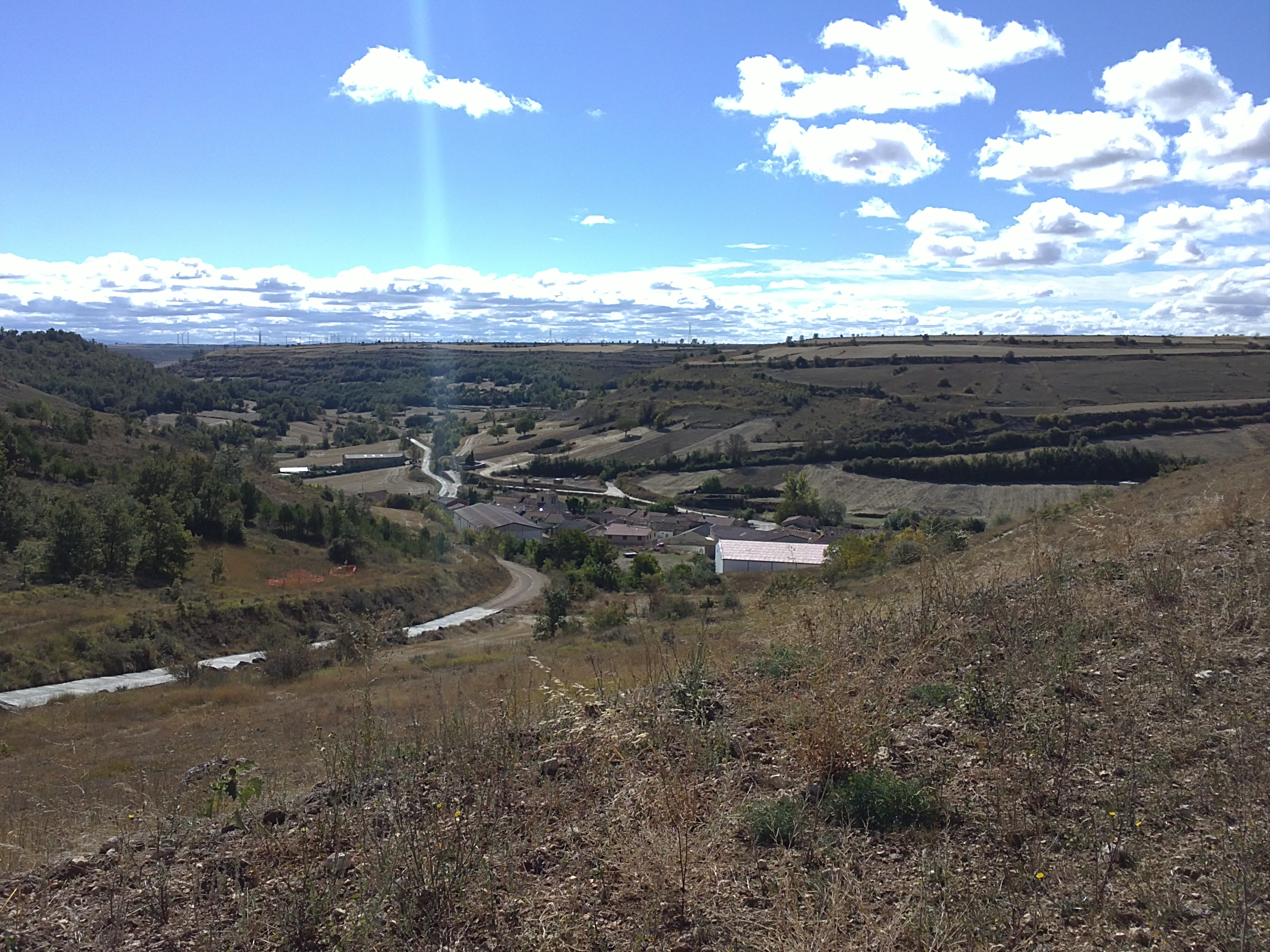
Vista elevada de Las Celadas

Las Celadas  es una localidad situada en la provincia de Burgos, comunidad autónoma de Castilla y León (España), comarca de Alfoz de Burgos, ayuntamiento de Valle de Santibáñez.

## Datos generales
Situado 5 km al este del ayuntamiento del valle, situado en Santibáñez-Zarzaguda, con acceso desde la carretera BU-622 en Miñón, donde comienzan la carretera de acceso y la que atravesando Ros conduce a Las Hormazas.  En la subida al páramo que separa los valles de los ríos Úrbel y Ruyales.

## Situación administrativa
Entidad Local Menor cuyo alcalde pedáneo es Lucinio Pérez Pardo del Partido Popular.

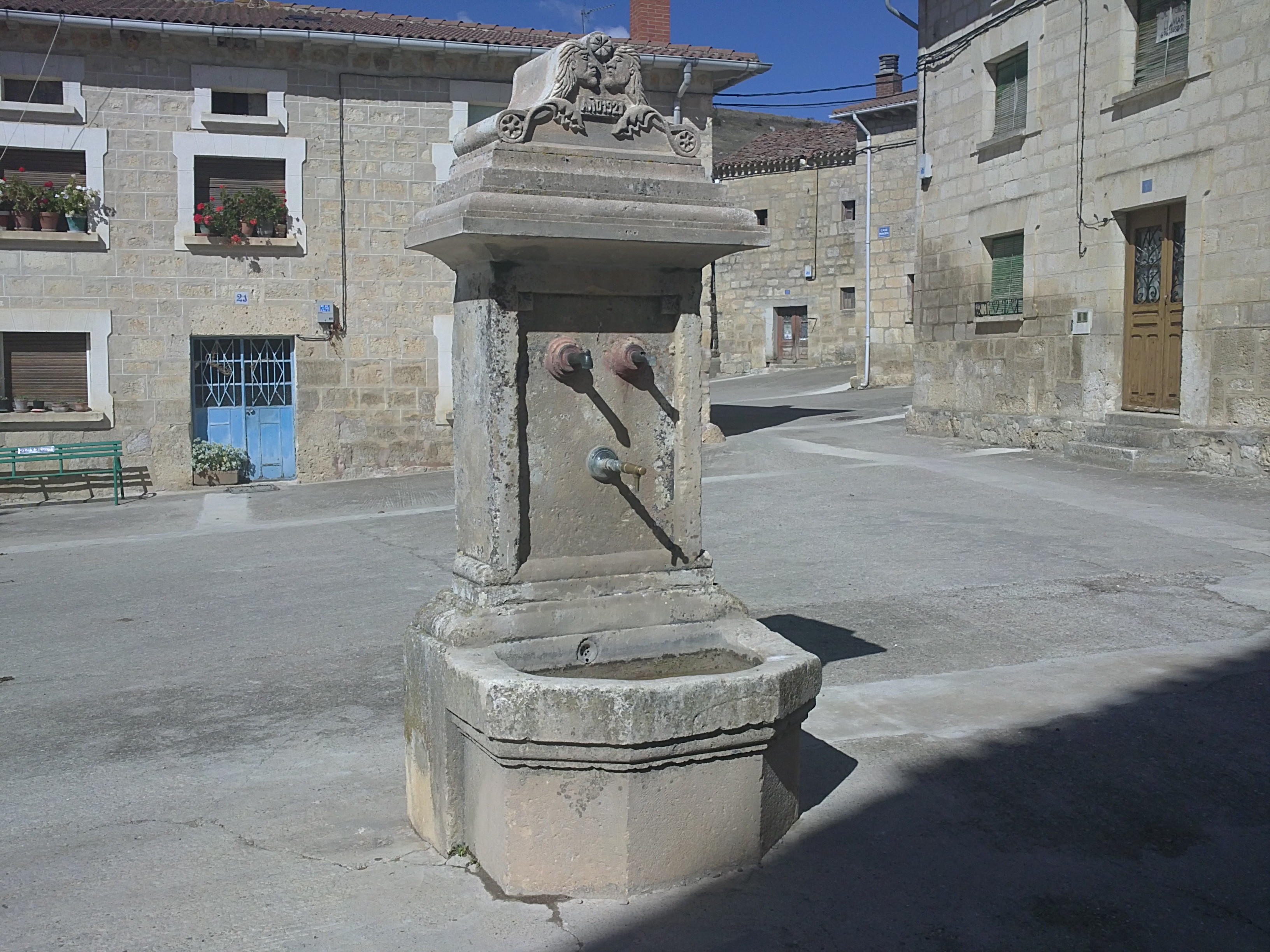
Fuente de piedra

## Demografía
| Gráfica de evolución demográfica de Las Celadas entre 1842 y 1970 |
| |
| Población de derecho según los censos de población del INE. Población de hecho según los censos de población del INE.Entre el censo de 1981 y el anterior, este municipio desaparece porque se agrupa en el municipio Valle de Santibanez. |

Evolución de la población
| Gráfica de evolución demográfica de Las Celadas entre 2000 y 2017  |
|                                                                    |
| Población de derecho (2000-2017) según el padrón municipal del INE |

## Historia
El nombre de las Celadas procede de Celata (lugar oculto) aplicado en plural por su dos barrios. Se documenta por primera vez en el cartulario de Oña en el año 1014.
Importante debió ser el pueblo de Las Celadas, también conocido como Celada del Páramo.  Componían el padrón del pueblos a mediados del siglo XVII 43 vecinos más dos curas párrocos -unos doscientos habitantes-; 120 a mediados del siglo XIX en las 36 casas repartidas entre los dos barrios entonces existentes: San Esteban y de la Asunción, cada uno con su iglesia parroquial correspondiente.
Lugar que formaba parte, de la Jurisdicción de Haza de Siero en del Partido de Castrojeriz, uno de los catorce que formaban la Intendencia de Burgos, durante el periodo comprendido entre 1785 y 1833, en el Censo de Floridablanca de 1787, jurisdicción de realengo con regidor pedáneo.
Antiguo municipio de Castilla la Vieja en el partido de Burgos código INE- 09096. 
Así se describe a Las Celadas en el tomo VI del Diccionario geográfico-estadístico-histórico de España y sus posesiones de Ultramar, obra impulsada por Pascual Madoz a mediados del siglo XIX:

Lugar con ayuntamiento en la provincia, partido judicial, diócesis, audiencia territorial y capitanía general de Burgos (4 leguas); Situado en medio de dos cumbres donde le combaten los vientos del N, E y O; el clima es frío pero bastante saludable. Tiene 36 casas, divididas en dos barrios distantes 400 pasos uno de otro, casa consistorial que también sirve para cárcel; una escuela de primeras letras concurrida por 40 niños de ambos sexos, cuyo maestro está dotado con 500 reales; una iglesia parroquial en cada barrio, San Esteban Protomártir y la Asunción de Nuestra Señora, servida cada una por un cura párroco, un cementerio bien ventilado, y varias fuentes fuera de la población, de cuyas frías y delgadas aguas se surte el vecindario. Confina el término N los Tremellos; E Ros; S Abellanosa, y O también con este último pueblo; se encuentra en él un despoblado con el nombre de Quintanilla. El terreno es de segunda clase; comprende un monte de robles y dos praderas particulares de 12 fanegas de sembradura. A los 500 pasos del pueblo nace una fuente que forma un arroyo de donde sacan el agua para regar el lino y las patatas; atraviesa por sus inmediaciones y reuniéndose a él los derrames de otras fuentes sigue su curso hasta incorporarse con el río Urbel que pasa ½ cuarto de legua de su término; a las orillas del mencionado arroyo se ven varios olmos, fresnos, sauces y algún chopo, habiendo también algún arbolado de la primera especie entre las divisiones de las heredades llamados sotos. Los caminos son de pueblo a pueblo, en mediano estado y la correspondencia se recibe de Burgos por medio del encargado del Boletín oficial. Producciones: trigo alaga, mocho, cebada, avena, lino, patatas y legumbres; ganado vacuno, lanar, asnal y caballar; caza de pocas liebres y perdices y alguna chorla; y pesca de cangrejos. Industria: la agrícola y un molino harinero que solo muele en el invierno. Población: 30 vecinos, 120 almas. Capital productivo: 715.220 reales. Imponible: 66.662. Contribución: 2783 reales 12 maravedíes.
Diccionario geográfico-estadístico-histórico de España y sus posesiones de Ultramar

Entre el censo de 1981 y el anterior, este municipio desapareció porque se agrupó en el municipio 09902 Valle de Santibánez, contaba entonces con 18 hogares y 75 habitantes.

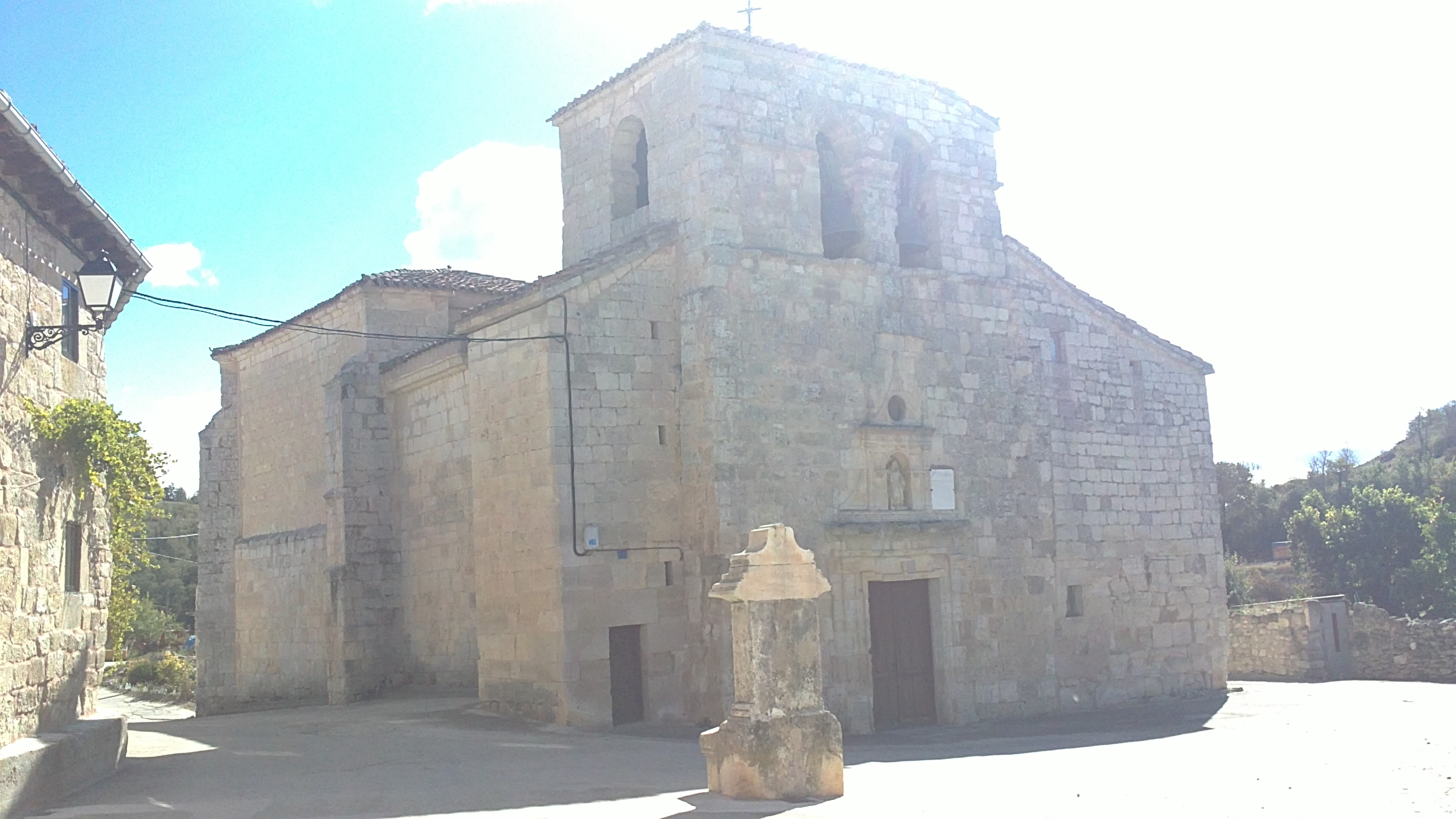
Plaza de la Iglesia